# Sylvester (cráter)

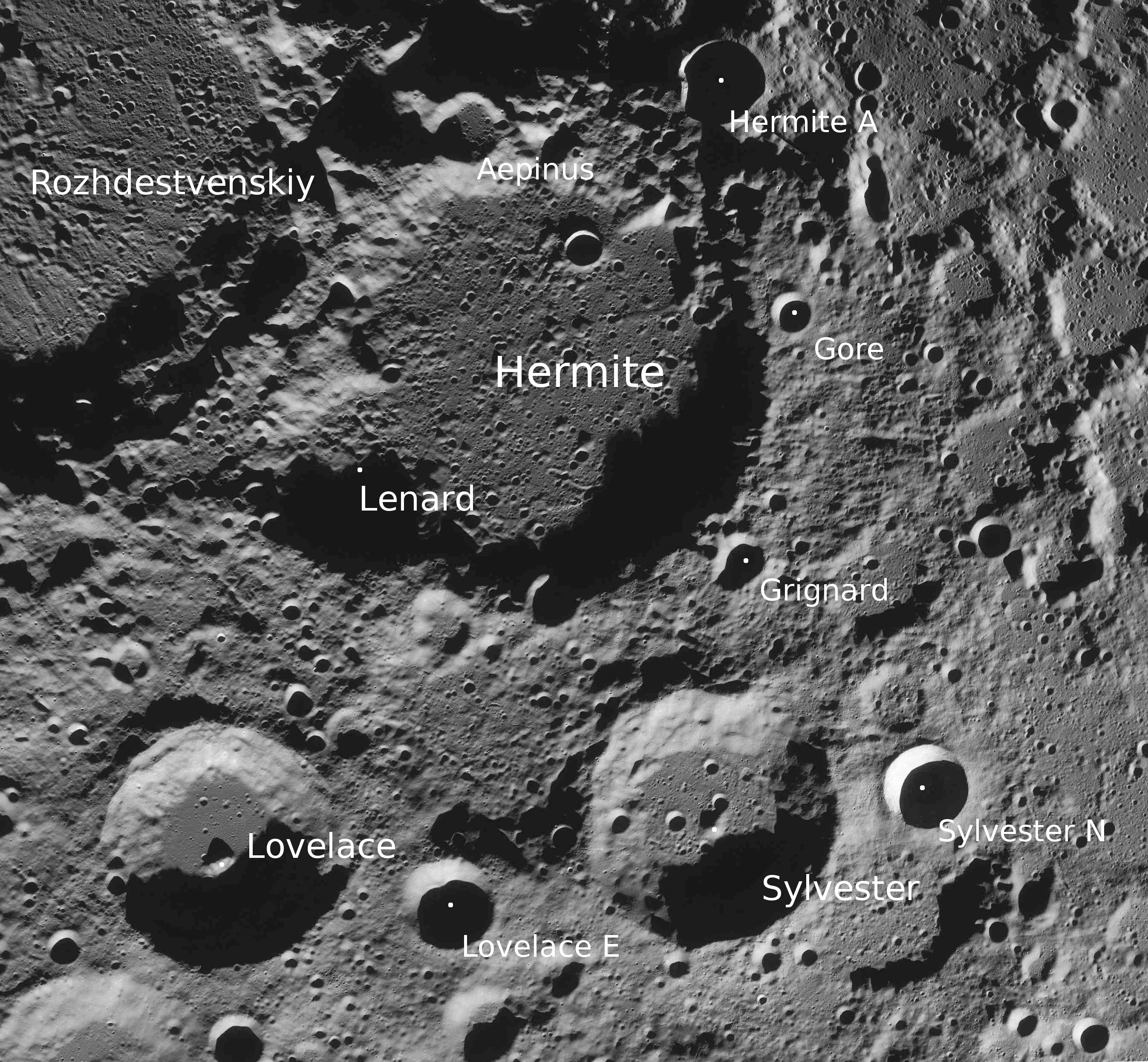
Fotografía de la misión Lunar Reconnaissance Orbiter

Sylvester es un cráter de impacto que se encuentra cerca del polo norte de la Luna, en el terminador norte que delimita la zona de libración. Se localiza justo al sur-sureste de los cráteres Grignard y Hermite (este último se halla a menos de un diámetro del polo). Al sur de Sylvester aparece Pascal. Debido a su ubicación, Sylvester recibe la luz del sol solo en un ángulo muy bajo.
Este cráter es generalmente circular, con un borde afilado que ha recibido una moderada cantidad de desgaste. No existen cráteres notables en el entorno, aunque Sylvester invade un cráter más pequeño de borde raso al sureste. El suelo interior es relativamente plano, pero marcado por varios pequeños cráteres. En el punto medio posee un pequeño pico central.

## Cráteres satélite
Por convención estos elementos son identificados en los mapas lunares poniendo la letra en el lado del punto medio del cráter que está más cercano a Sylvester.
|           | \| Sylvester \| Coordenadas \| Diámetro \| \| --------- \| ----------------------------- \| -------- \| \| N \| 82°24′N 67°18′O / 82.4, -67.3 \| 20 km \| |          |
| Sylvester | Coordenadas | Diámetro |
| N         | 82°24′N 67°18′O / 82.4, -67.3 | 20 km    |

## Referencias

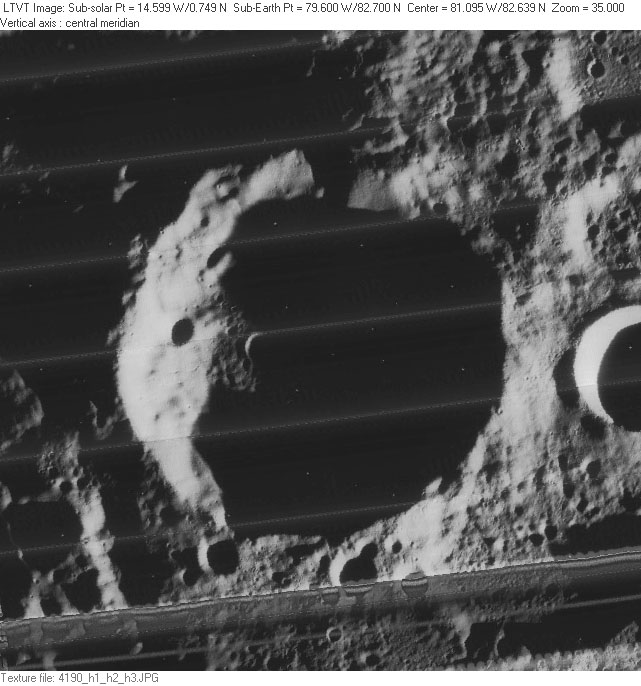
Fotografía de la misión Lunar Orbiter 4